# 金武ブルー・ビーチ訓練場
金武ブルー・ビーチ訓練場（きんブルービーチくんれんじょう、英: Kin Blue Beach Training Area） は、沖縄県金武町にある在日アメリカ海兵隊の訓練場。当初は海兵隊の娯楽施設であったが、訓練場として使用されるようになった。他の基地とあわせ、金武町の総面積の約56%が米軍施設となっている。

## 概要
金武ブルー・ビーチ訓練場は北側のキャンプ・ハンセンとつながる専用道路を持ち、また西岸には金武レッド・ビーチ訓練場もある。
- 面積：約396,000 m2（1972年時点） → 381,000 m2（2013年時点）
- 所在地：金武町（字金武）
- 地主数：302人[1]
- 管理部隊名：海兵隊キャンプ・バトラー基地司令部
- 使用部隊名：海兵隊ほか
- 使用主目的：訓練場

### 使用状況

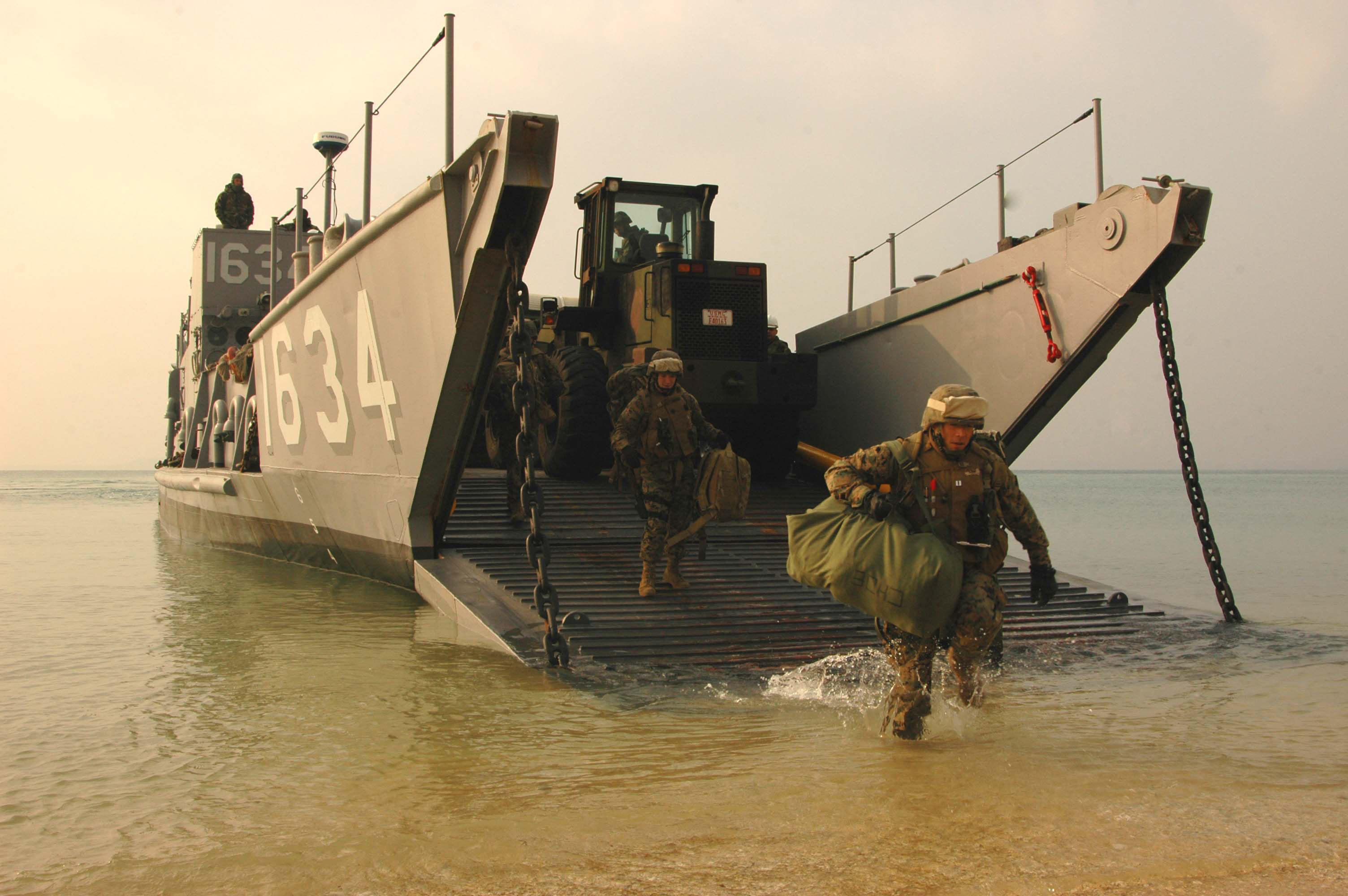
2007年2月11日、米国海兵隊第31海兵隊遠征部隊が、金武ブルー・ビーチ・トレーニング・エリアに上陸。水陸両用強襲艦USSエセックス(LHD2)が使われている。

金武ブルー・ビーチ訓練場は、金武町の金武岬にある海兵隊の訓練場であり、上陸訓練のための730 mの海岸は、キャンプ・ハンセンからの水陸出動の場として使用、また上陸用舟艇やホーバークラフト等を使用した上陸訓練、水上輸送訓練、上陸訓練、通信訓練、などが行われている。
以前は訓練のない時は、海水浴場として地元住民にも開放されていたが、現在は立入りができない。金武町は住民への開放を要請している。
年に一度、旧暦3月3日の重要な浜下り（はまうり）の儀式時期に2日程度開放される。
金武町は、山手に巨大なキャンプ・ハンセンと自衛隊施設、また海岸沿いには金武レッド・ビーチ訓練場と金武ブルー・ビーチ訓練場があり、町の総面積の約56%が米軍施設となっている。

## 歴史
- 1959年3月15日、米軍の娯楽施設として使用開始。
- 1963年7月1日、金武ブルー・ビーチ訓練場として使用開始。
- 1973年4月12日、金武ブルービーチで演習中の戦車が女性を轢殺[3][4]
- 1981年3月31日、キャンプ・ハンセンとの戦車連絡道が完成。
- 1982年2月5日、交通施設（戦車横断橋）として､土地約500 m2と工作物（橋梁）が追加。
- 1983年5月8日、米軍が赤土流出防止のため土砂どめ柵を設置。
- 1988年7月14日、道路（舗床等）を追加提供。
- 2001年3月31日、県道162号線改良舗装工事による道路拡張用地約1,300 m2を返還。
- 2001年10月24日 - 10月25日、農地改良事業用地約6,400 m2を返還。道路用地として、土地約3,400 m2を追加提供。
- 2009年11月13日、ヘリコプター着陸帯として下水等を追加提供[1]。
- 2020年2月9日、陸自水機団と米軍が沖縄県内初の合同訓練、LCACとHIMARSが使われた[5]。